# Abdoulaye Kapi Sylla
Abdoulaye Kapi Sylla (Kindia, 15 settembre 1982) è un ex calciatore guineano, di ruolo centrocampista.

## Caratteristiche tecniche
Era un centrocampista difensivo.

## Carriera

### Club
Ha cominciato a giocare al Club Industriel. Nel 2000 è passato all'Angoulême. Nel 2001 si è trasferito al Tours. Nel 2004 è stato acquistato dal Moulins. Nel 2007 si è trasferito all'Imphy-Decize. Nel 2008 ha firmato un contratto con lo Yzeure. Nel 2011 è passato al Moulins. Nel 2012 è tornato al Yzeure, con cui ha concluso la propria carriera nel 2014.

### Nazionale
Ha debuttato in Nazionale il 3 giugno 2000, nell'amichevole Algeria-Guinea (4-0). Ha messo a segno la sua prima rete con la maglia della Nazionale il 9 luglio 2000, in Burkina Faso-Guinea (2-3), in cui ha siglato al minuto 23 la rete del momentaneo 1-2. Ha collezionato in totale, con la maglia della Nazionale, 7 presenze e una rete.